# Herre på täppan

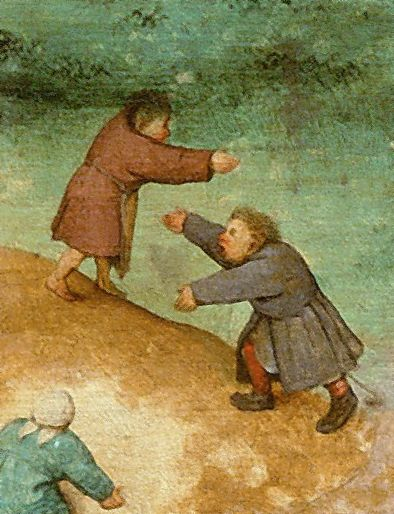
Barn leker herre på täppan. Målning av Pieter Bruegel den äldre från 1500-talet.

För andra betydelser, se Herre på täppan (olika betydelser).
Herre på täppan är en lek som utspelas på en liten kulle av något slag. Det är en form av maktlek, där målet är att vara överst på kullen. Leken inkluderar kamp och brottning för att nå toppositionen.

## Regler och ord
Leken kan utföras på en kulla av exempelvis grus, snö eller hö, alternativt på en badflotte. Herren på täppan står högst upp och försöker hindra övriga från att ta sig upp. Om någon lyckas ta sig upp och samtidigt knuffa ner den som stod där blir denne ny herre på täppan.
På många språk har leken namn som syftar på "kungen på kullen". Detta inkluderar i spanskan (El rey de la montaña), norskan (Kongen på haugen), engelskan (King of the Hill) och finskan (Kukkulan kuningas).

## Betydelse

### Maktlek
Detta är en form av maktlek. Vissa skolor har förbjudit leken, liksom snöbollskastning. Detta är ett led i senare års ökade säkerhetsmedvetenhet i att undvika att utsätta barn för olika slags risker. Ett sådant arbete har dock lett till kritik för att minska barns möjlighet att testa sina egna gränser. Maktlekar ses bland forskare och psykologer som ett sätt för barn ofta som ett medel för att lära sig mod och undvika att utveckla fobier. I Skandinavien har läroplanerna i Danmark och Norge tydligt markerat möjligheten för barn att ägna sig åt "farliga lekar", i syfte att utveckla sin motorik.

### Annan betydelse
Lekens namn har även kommit till användning för att beskriva någon som har kontroll över situationen.